# I’m Not There
I’m Not There ist eine Filmbiografie über Bob Dylan aus dem Jahr 2007. Regie führte Todd Haynes, der gemeinsam mit Oren Moverman das Drehbuch schrieb.

## Handlung
Der Film hat keine Handlung im klassischen Sinn und ist nicht chronologisch aufgebaut. Er zeigt in sechs verschiedenen Handlungssträngen Figuren, anhand derer Facetten aus dem Leben von Bob Dylan dargestellt werden. Die Episoden wandeln zwischen realen, verbürgten Szenen und philosophischen, abstrakten Metabetrachtungen. Unter anderem wird gezeigt, wie Dylan im Jahr 1965 anfängt, die elektrische Gitarre (Fender Stratocaster) zu spielen (anhand der filmischen Figur Jude Quinn). Außerdem wird in Anlehnung an den Western Pat Garrett jagt Billy the Kid, zu dem Dylan den Soundtrack schrieb, Richard Gere als Billy the Kid gezeigt (als Parallele zu dem älteren Bob Dylan), der anfangs nur ein ruhiges Leben führen will und dann in einer Art Comeback seinen alten Widersacher Pat Garrett ein letztes Mal überlistet.

## Kritiken
Robert Sulivan schrieb in der New York Times vom 7. Oktober 2007, der Regisseur habe für jeden der sechs Handlungsstränge Aufnahmetechniken verwendet, die an die Arbeiten von renommierten Regisseuren wie Jean-Luc Godard oder Federico Fellini angelehnt seien. Dies solle bestimmte Aspekte und Aussagen verstärken, die mit der jeweiligen Episode beabsichtigt seien und solle zudem damit korrespondieren, dass auch Dylan sich die musikalische Tradition seines Landes angeeignet habe, um sein eigenes Werk zu gestalten. Ebenso wolle Haynes hier mit der Filmtradition verfahren.
Die Redaktion des Österreichischen Rundfunks schrieb, der Regisseur habe „alle Regeln des konventionellen Biopics über den Haufen geworfen“. Cate Blanchett wirke in der Rolle von Bob Dylan „überraschend überzeugend“. Außerdem wurde eine Aussage von Harvey Weinstein für die New York Times zitiert: „Wenn Cate Blanchett keine Oscar-Nominierung bekommt, erschieße ich mich“.

## Auszeichnungen

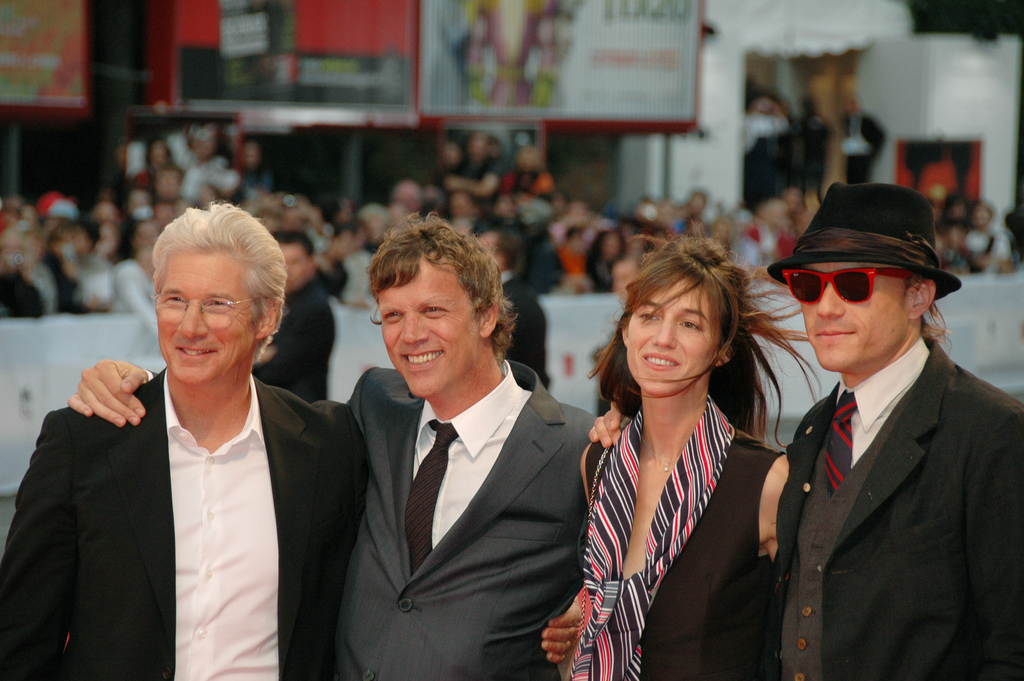
Richard Gere, Todd Haynes, Charlotte Gainsbourg und Heath Ledger bei den Filmfestspielen von Venedig

Cate Blanchett wurde 2007 für ihre Interpretation von Bob Dylan mit der Coppa Volpi, dem Darstellerpreis der 64. Filmfestspiele von Venedig, preisgekrönt. Sie setzte sich unter anderem gegen die mitfavorisierten Schauspielerinnen Kierston Wareing (It’s a Free World…), Hafsia Herzi (Couscous mit Fisch) und Tang Wei (Gefahr und Begierde) durch. Regisseur Todd Haynes gewann gemeinsam mit Abdellatif Kechiche (La Graine et le mulet) den Silbernen Löwen als Größte Entdeckung des Festivals.
Monate später wurde der Film bei Bekanntgabe der Nominierungen für die Independent Spirit Awards 2008 in den Kategorien Film, Regie und Nebendarsteller (Cate Blanchett und Marcus Carl Franklin) nominiert und gewann den erstmals ausgegebenen Robert Altman Award.
Edward Lachman erhielt den Bronzenen Frosch beim polnischen Festival Camerimage.
2008 wurde Cate Blanchett mit dem Golden Globe Award in der Kategorie „Beste Nebendarstellerin“ ausgezeichnet.
Sie wurde auch für den Oscar in der Kategorie „Beste Nebendarstellerin“ nominiert.

## Hintergrund
Der Film wurde in Los Angeles, in Montreal und in einigen Orten in der Provinz Québec gedreht. Seine Weltpremiere hatte er am 4. September 2007 auf den Filmfestspielen von Venedig. Am 12. September 2007 wurde er auf dem Toronto International Film Festival gezeigt; am 27. September 2007 folgte eine Vorführung auf dem London Film Festival. Die breite Veröffentlichung begann in Italien am 7. September 2007, in den USA am 21. November 2007 und in Deutschland am 28. Februar 2008. Es war der letzte Film, an dem der Schauspieler Heath Ledger bei der Veröffentlichung noch teilnehmen konnte, bevor er im Januar 2008 verstarb.
Der Filmtitel bezieht sich auf den Song I’m Not There (1966), den Dylan zusammen mit The Band während der Basement Tape Sessions im Jahr 1967 aufnahm, den er jedoch nicht veröffentlichte. Mit dem Film wurde das Lied erstmals „offiziell“ veröffentlicht. Der Soundtrack enthält neben der originalen Dylan/The Band-Version auch eine Coverversion von Sonic Youth.

## Soundtrack
I’m Not There: Original Soundtrack. Columbia Records 2007